# Bohdan Ledniew
Bohdan Serhijowycz Ledniew, ukr. Богдан Сергійович Лєднєв (ur. 7 kwietnia 1998 w Skwyrze, w obwodzie kijowskim, Ukraina) – ukraiński piłkarz, grający na pozycji pomocnika.

## Kariera piłkarska

### Kariera klubowa
Wychowanek klubów Dynamo Kijów, Atłet Kijów i Dnipro Dniepropetrowsk, barwy których bronił w juniorskich mistrzostwach Ukrainy (DJuFL). 11 marca 2015 rozpoczął karierę piłkarską w drużynie juniorskiej Dnipro U-19, potem grał w młodzieżówce. W sierpniu 2016 podpisał kontrakt z Dynamem Kijów. 19 lipca 2018 został wypożyczony do Zorii Ługańsk.

### Kariera reprezentacyjna
Występował w juniorskich reprezentacjach U-17 i U-19. W 2017 został powołany do młodzieżowej reprezentacji Ukrainy.